# Manuel Ponce de León y Falcón
Manuel Ponce de León y Falcón (Las Palmas de Gran Canaria, 7 de diciembre de 1812-ib., 28 de febrero de 1880) fue un pintor, arquitecto y urbanista español. 

## Biografía
Después de haber estudiado dibujo en Las Palmas de Gran Canaria pasó seis años en Madrid, donde estudió en la Academia de Bellas Artes de San Fernando bajo la influencia de Manuel Rodríguez, Federico y José de Madrazo, regresando a las islas con el título de pintor honorario de Cámara de S. M.. En 1845 realizó la primera exposición artística en Canarias, mostrando públicamente una serie de sus obras en el Gabinete Literario de Las Palmas, a lo largo de su vida promovió y organizó otras muchas muestras, como la importante Exposición Provincial de Agricultura, Industria y Arte, celebrada en 1862 en el Ayuntamiento de su ciudad natal.
Fue profesor de dibujo y pintura, llegando a escribir un método para el aprendizaje de dibujo. Cultivó especialmente el género retratístico, realizando una amplia galería de retratos de grandes propietarios y burgueses canarios. Fue amigo de Bernardo Doreste y Romero, contador de las cuentas de la Catedral de Las Palmas, a quien retrató.
Aunque no poseía el título de arquitecto realizó numerosos proyectos de diseños arquitectónicos públicos y privados notable, llegando a superar su trabajo como pintor. Es el primer autor de edificios medievalistas en el archipiélago canario, aunque se decantó con más frecuencia por la opción ecléctica a la hora de proyectar edificios.

## Obras notables
Algunos de sus muchos proyectos incluían:
- Diseños para el teatro Cairasco en la plaza Cairasco, Las Palmas, 1845
- Vivienda para Agustín Manrique de Lara, calle Castillo, Las Palmas, 1847
- Portada de la alameda de Santa Clara (actual de Colón), Las Palmas, 1847-1848
- Mercado de Vegueta, Las Palmas, 1849-1850
- Mausoleo de la familia Manrique de Lara en el cementerio, Las Palmas, 1851;
- Puerta y valla del coro, catedral de Las Palmas, 1852
- Vestíbulo y escalera, Ayuntamiento de Las Palmas, 1859
- Vivienda para Juan María de León y Joven, calle Castillo, Las Palmas, 1867
- Fachadas y verja del palacio episcopal, Las Palmas, 1867-1868
- Fuente, plaza del Espíritu Santo (Las Palmas), 1867-1869
- Casa de los “tres picos”, barrio de San Roque, Las Palmas, 1868
- Casa para Úrsula de Quintana Llerena, plaza Hurtado de Mendoza
- Pórtico del cementerio de Las Palmas, 1871

Entre sus obras pictóricas se encuentra una Inmaculada Concepción de mediados del siglo XIX, en la Iglesia de San Francisco de Borja del bario de Vegueta. 

## Galería

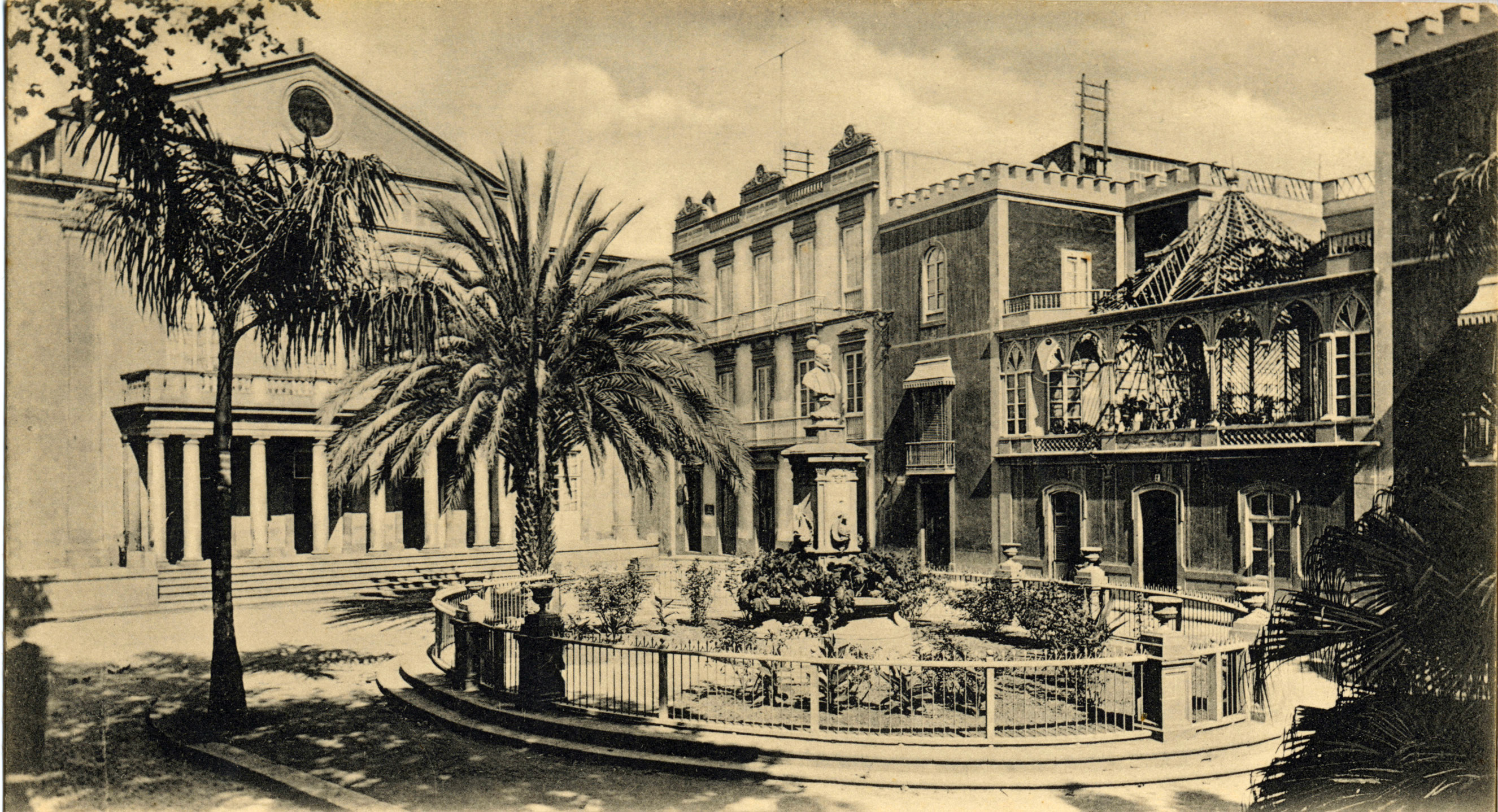
Teatro Cairasco en 1890
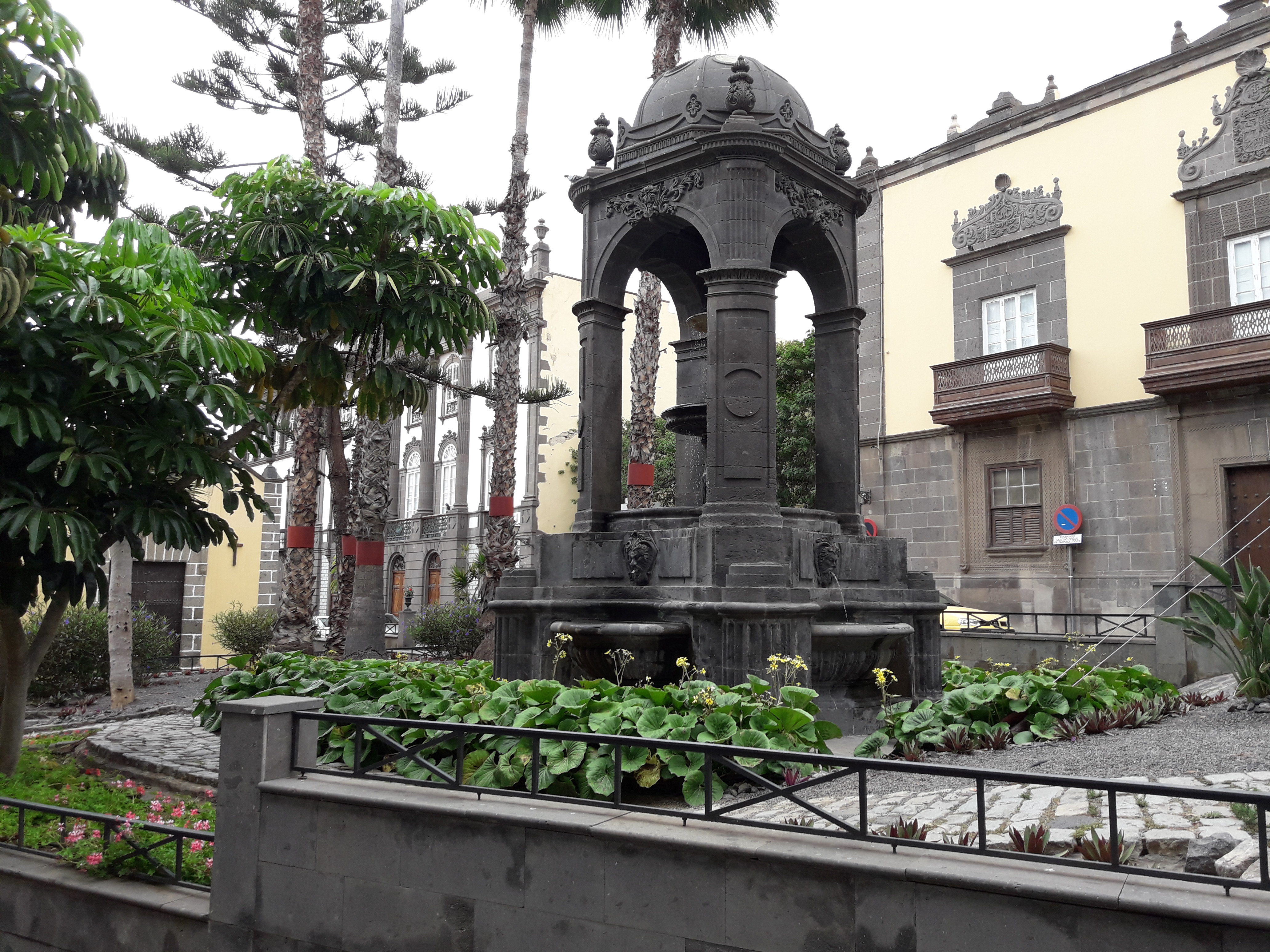
Fuente de la plaza del Espíritu Santo
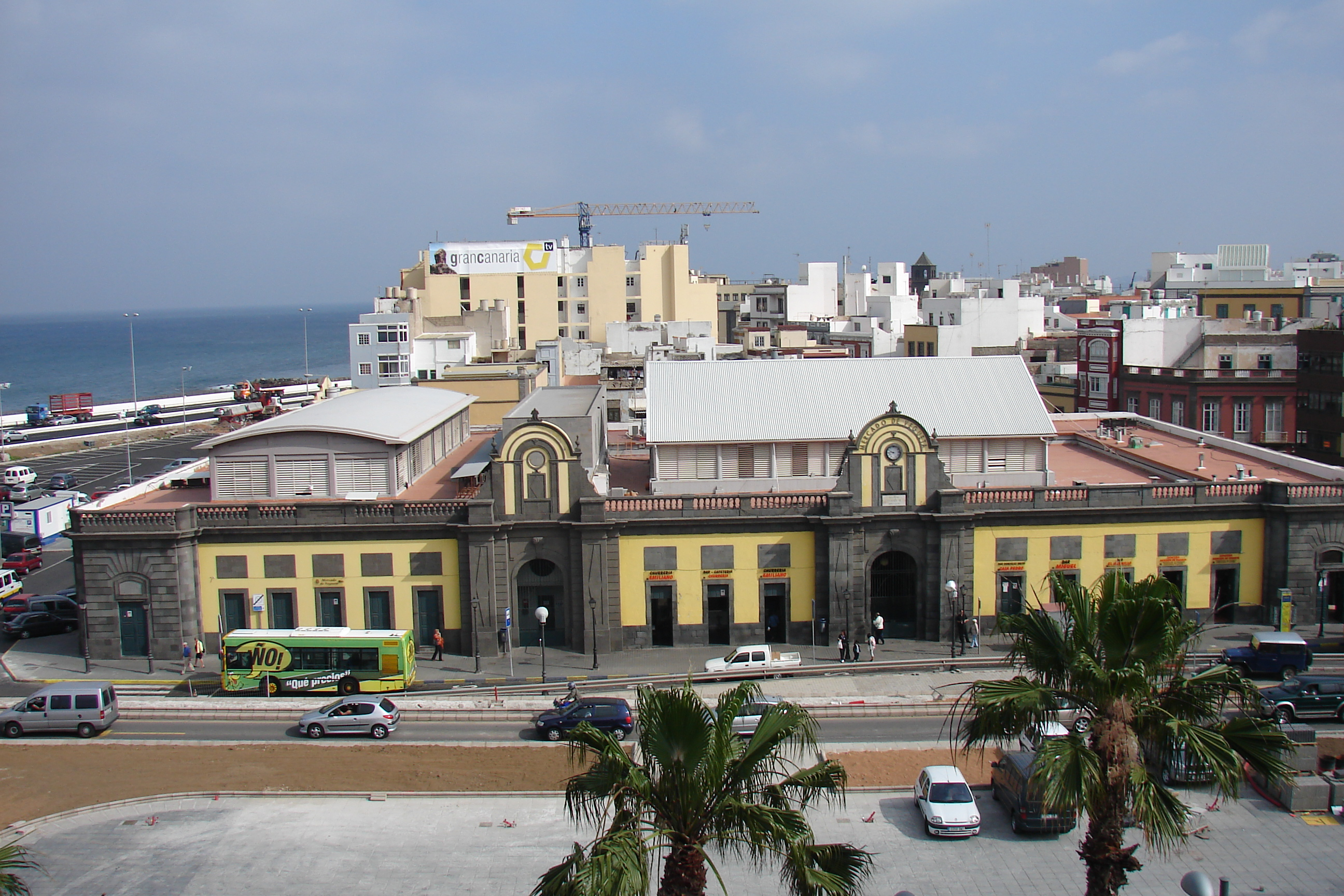
Mercado de Vegueta
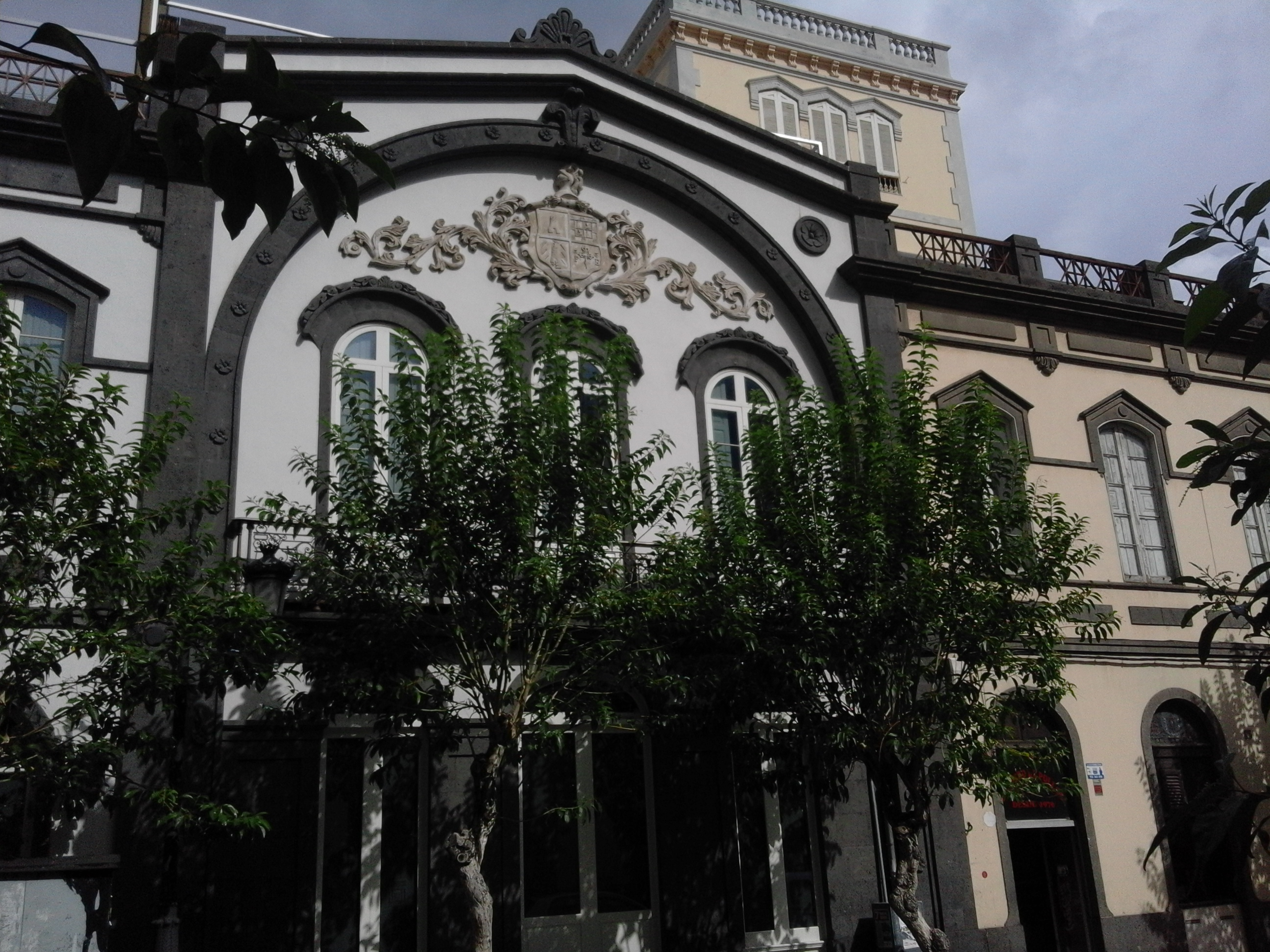
Palacete romántico de Úrsula Quintana
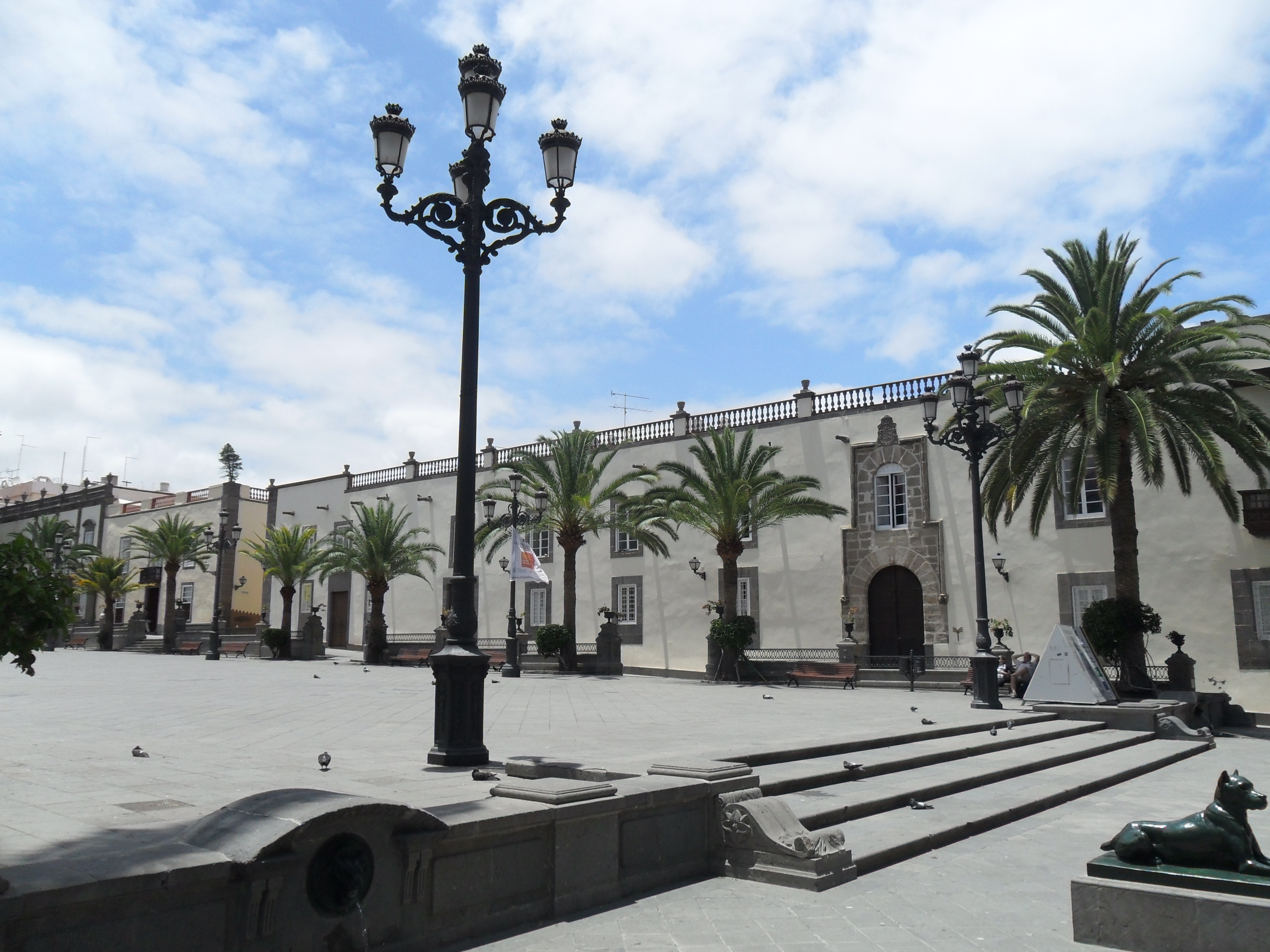
Palacio Episcopal en la Plaza Mayor de Santa Ana
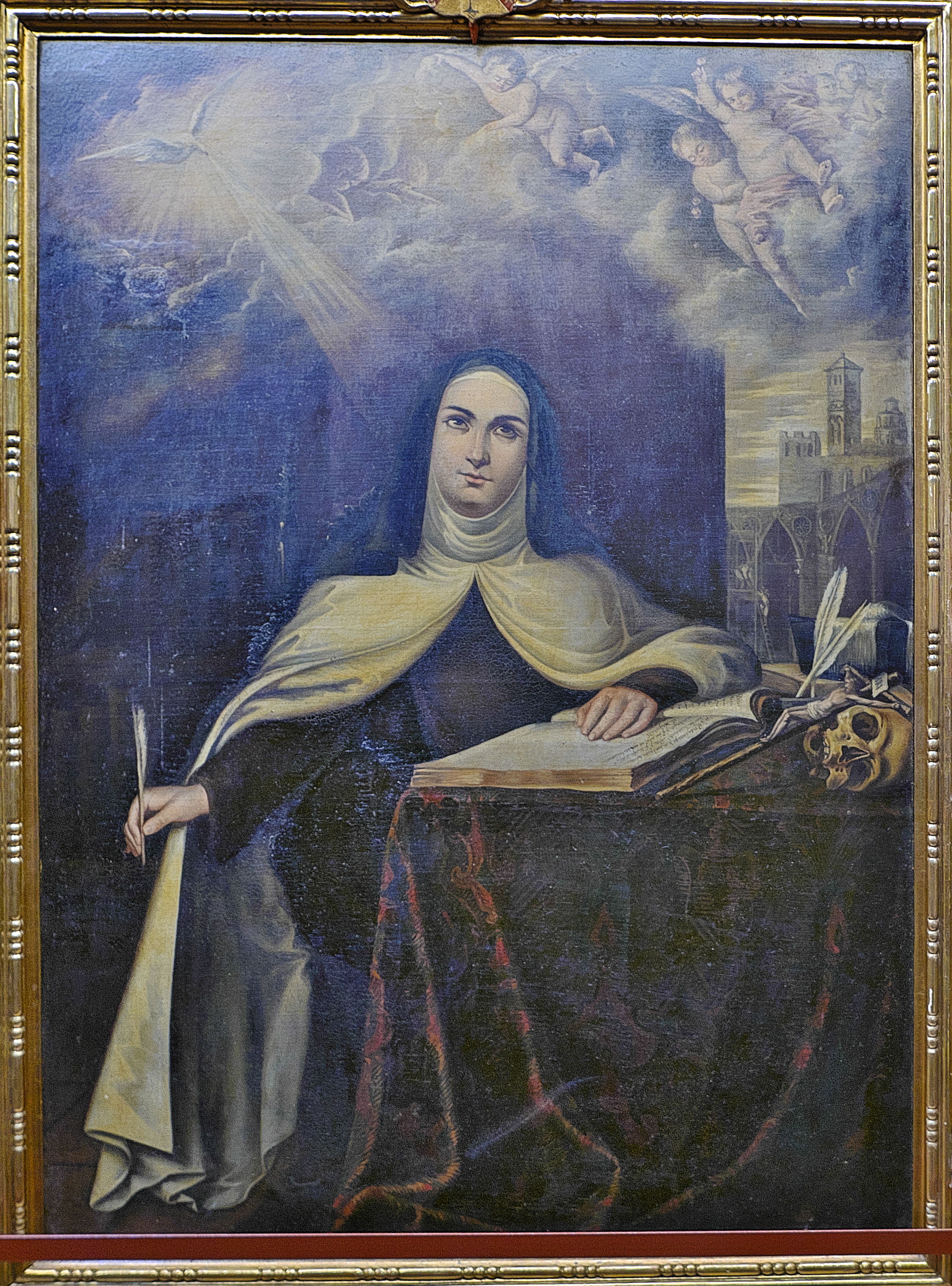
Santa Teresa escritora. Óleo de 1849